# Gamma1 Caeli
Gamma1 Caeli este o stea din constelația Dalta.
1. ↑  Gaia Early Data Release 3